# Cold Prey III – The Beginning
Cold Prey III – The Beginning (Originaltitel: Fritt vilt III) ist ein norwegischer Horrorfilm aus dem Jahr 2010 und das Prequel von Cold Prey – Eiskalter Tod (Fritt vilt) und Cold Prey 2 Resurrection – Kälter als der Tod (Fritt vilt II). Kinostart war der 15. Oktober 2010, Regie führte Mikkel Braenne Sandemose.

## Handlung
Der Film beginnt mit einer Rückblende ins Jahr 1976. Der elfjährige Brath wird von seinen Eltern ausgestoßen und im Keller eines Berghotels im Jotunheimen-Gebirge gefangen gehalten. Der Sohn wird als vermisst gemeldet. Die Eltern behaupten, dass ihr Sohn zum Spielen hinausgegangen und nicht mehr zurückgekehrt sei. Der Vater hat ihn jedoch in eine Gletscherspalte geworfen. Nach einiger Zeit kehrt der aus der Gletscherspalte überlebende Sohn zum Berghotel zurück und tötet daraufhin seine beiden Eltern mit einem Messer.
Zwölf Jahre später sind sechs Jugendliche unterwegs ins Jotunheimen-Gebirge. Ein Polizist namens Einar bringt die Gruppe mit seinem Dienstwagen ins Gebirge. Auf dem Weg dorthin trifft er seinen Bruder Jon, dessen Auto gerade eine Motorpanne hat. Einar verspricht der Gruppe, sie am nächsten Tag abholen zu kommen. Die Gruppe beabsichtigt eine Wanderung zum verlassenen Berghotel. Dort angekommen kommen jedoch Zweifel auf, und die Gruppe entschließt sich, doch nicht dort zu übernachten. Sie wandern weiter und entscheiden sich, ihr Lager bei einem Bergsee aufzuschlagen. In der Nacht verschwinden Siri und Knut zusammen im Wald, um „Spaß“ zu haben. Die beiden stürzen in eine Grube. Beim Sturz wird Knut von einem Holzpflock in der Bauchgegend aufgespießt. Die unverletzte Siri steigt aus der Schlammgrube hinaus, um Hilfe zu holen. Bei der Grube taucht nun eine unbekannte Person auf, die Knut zu seiner Hütte mitnimmt. Dort wird Knut mit einem Messer aufgeschlitzt und getötet. Siri irrt durch den Wald und bleibt schließlich erschöpft auf der Straße liegen. Als ein Auto naht, wacht sie auf. Es ist Jon, der Bruder von Einar. Siri erzählt ihm, was passiert ist. Daraufhin verspricht ihr Jon, ihr zu helfen. Sie fahren zur Hütte, wo Knut getötet wurde. Jon befiehlt Siri, im Auto zu warten, und betritt die Hütte, wo er entdeckt, was der Mörder angerichtet hat. Wütend verlässt er die Hütte und geht weg. Inzwischen steigt Siri aus dem Auto und betritt die Hütte, wo sie den Leichnam von Knut findet. Kurz darauf wird sie vom plötzlich auftauchenden Jon gepackt und verschleppt.
Inzwischen ist es Morgen geworden, und die restlichen Jugendlichen machen sich langsam Sorgen um Knut und Siri. Die vier begeben sich auf die Suche nach ihnen. Simen, der bei der norwegischen Heimwehr Dienst leistet, hat seine Waffe mitgebracht und pirscht sich alleine mit seiner Waffe durch den Wald. Hedda, Anders und Magnus begeben sich zusammen auf die Suche nach Siri und Knut. Bei Simen taucht plötzlich der Mörder auf, woraufhin Simen versucht, ihn zu erschießen. Etwas später entdeckt Hedda Simen tot an einem Baum sitzend. Ein Ast hat seinen Kopf durchbohrt. Die restlichen drei fliehen daraufhin. Sie finden in einem Haus Schutz. Der Mörder folgt ihnen jedoch. Die drei schaffen es aus dem Haus heraus und fliehen weiter. Bei einem Fluss werden sie jedoch vom Mörder mit Pfeilen beschossen. Ein Pfeil trifft Anders in die linke Brustgegend. Ein anderer Pfeil durchbohrt den Fuß von Magnus. Vom Fluss mitgerissen verlieren sie sich. Hedda findet Anders wieder, der vom Fluss angeschwemmt wurde. Inzwischen ist es Nacht geworden, und Magnus findet das Polizeiauto von Einar. Er versucht das Auto kurzzuschließen, verwechselt aber die Kabel und löst die Sirene mit Blaulicht aus. Dies macht den Mörder auf ihn aufmerksam. Bei darauffolgenden Nahkampf wird Magnus getötet und weggeschleppt.
Siri, die immer noch lebt, wacht gefesselt auf. Sie kann sich von den Fesseln befreien. Kurz darauf wird Magnus vom Mörder in die Hütte geschleppt. Sie muss mitansehen, wie ihm kopfüber hängend die Kehle durchgeschnitten wird. Der Mörder findet nun Hedda und Anders. Dieser will den sich totstellenden Anders mitnehmen, worauf Hedda ihm einen Schraubenzieher in den Bauch stößt. Der Mörder packt Hedda jedoch und drückt sie ins Wasser, um sie zu ertränken. Anders taucht hinter ihm auf und schlägt ihm mit einem Stein auf die Wirbelsäule, wodurch er bewusstlos im Bach zurückbleibt. Hedda und Anders setzen daraufhin ihre Flucht fort. Allerdings kommt der Mörder wieder zu sich.
Inzwischen sitzt Einar im Polizeibüro und öffnet die Schublade mit den ungelösten Fällen und nimmt eine Akte vom „Hotel des Bösen“ hervor. Er schaut sich die alten Zeitungsartikel an und glaubt zunächst, dass sein Bruder Jon für das Verschwinden der sechs Jugendlichen und für weitere Morde verantwortlich ist.
Inzwischen kommen Hedda und Anders zur Hütte von Jon. Jon lässt Hedda hinein, Anders muss draußen bleiben. Hedda versucht zu telefonieren und sieht dabei zu, wie Jon sich bewaffnen will. Sie sieht das Jagdgewehr, nimmt es an sich und richtet es auf ihn. Daraufhin ruft sie Anders zu sich, der nun die Waffe auf Jon richtet. Sie begibt sich daraufhin in den Keller und findet Siri.
Die drei wollen zur Tür hinaus, dort steht aber der Mörder, der Siri mit einem Messer ersticht. Daraufhin kann Jon Anders das Gewehr abnehmen. Jon sagt dem Mörder, dass er ihn nie hätte dorthin mitnehmen sollen: „Ich hätte dich im Schnee erfrieren lassen sollen.“ Daraufhin greift sich der Mörder die Flinte und erschießt Jon. Hedda und Anders fliehen daraufhin in den Keller. Sie versuchen durch das Fenster nach draußen zu gelangen. Als Anders draußen angelangt ist, tötet der Mörder ihn mit einem Spaten. Hedda greift sich ein Eispickel und geht nach oben. Sie kann den Mörder überraschen und rammt ihm den Pickel in den Körper, wodurch jener das Bewusstsein verliert. Sie richtet das Gewehr auf den plötzlich auftauchenden Polizisten Einar. Der Mörder kommt zu sich. Einar erschießt Hedda, als sie den hinter ihm auftauchenden Mörder erschießen will. Daraufhin verlässt der Mörder die Hütte und macht sich auf in Richtung des verlassenen Berghotels.

## Kritik
Das Lexikon des internationalen Films sah „die schlecht entwickelte Vorgeschichte zu zwei Psycho-Horrorfilmen. Der Verrätselung der Handlung sind deutlich Grenzen gesetzt, zumal Opfer wie Täter zeitig als solche auszumachen sind.“

## Produktion
Die gesamten Aufnahmen wurden in Jotunheimen gedreht. Als Kulisse des abgelegenen Berghotel, das im Film zu sehen ist, diente die Leirvassbu Fjellstue, welche in der Nähe des Ortes Lom (in der Provinz Oppland) liegt.